# Large Divided Oval: Butterfly

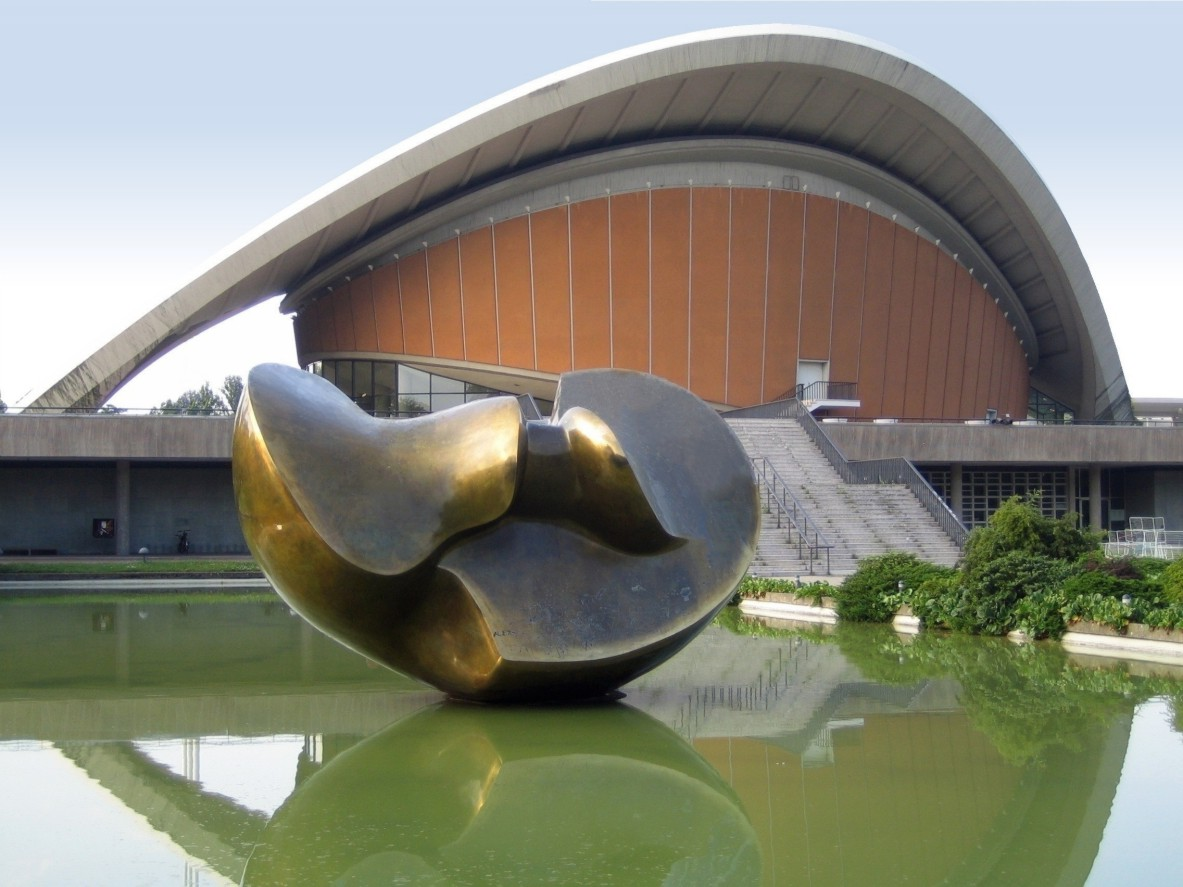
Large Divided Oval: Butterfly, Panoramaansicht, im Hintergrund die Kongresshalle

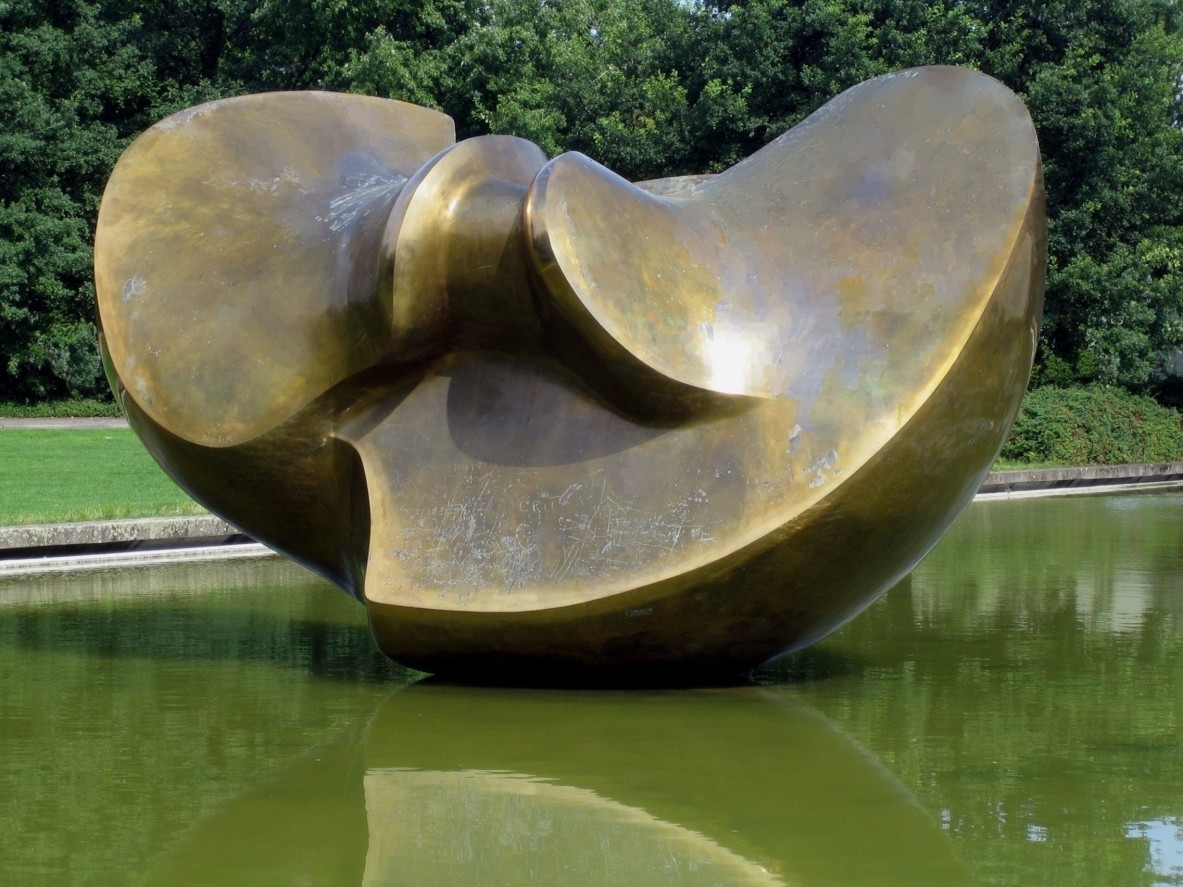
Large Divided Oval: Butterfly, Detailansicht

Large Divided Oval: Butterfly (deutsch Schmetterling) ist eine Bronzeplastik des englischen Bildhauers Henry Moore (1898–1986), die sich in Berlin-Tiergarten neben der Kongresshalle befindet.

## Geschichte
Henry Moore hatte ein kleines Modell eines geteilten Ovals hergestellt. Bei einem Besuch in der Kunstgießerei Hermann Noack in Berlin wurde die Möglichkeit untersucht, davon eine große Skulptur zu erstellen, mit deren Fertigung dann tatsächlich 1985 begonnen wurde.
Es sollte Moores letztes Werk werden. Als er wenig später starb, befand sich die Skulptur noch in der Gießerei. Einen Brief mit der Bitte, sein Werk der Stadt Berlin zu stiften, konnte Moore nicht mehr beantworten. So erwarb die Stadt schließlich die Bronze zum Preis von 3,5 Millionen DM aus dem Nachlass von der Henry Moore Foundation, einer der teuersten Ankäufe von Kunst im öffentlichen Raum, die Berlin zu jener Zeit getätigt hat. Im Rahmen der 750-Jahr-Feier Berlins wurde die fertige Large Divided Oval: Butterfly genannte Skulptur 1987 im Teich neben der Kongresshalle platziert.
Im Frühjahr 2010 fand eine grundlegende Überarbeitung statt. Die Skulptur wurde gesäubert, neu patiniert und poliert.

## Beschreibung
Die ca. 10 Tonnen schwere Bronzeplastik wurde in der Kunstgießerei Hermann Noack in Berlin gefertigt und hat die Abmessungen: Länge 4,5 m × Breite 6,0 m × Höhe 4,5 m. Die monumentale, im Wesentlichen ovale Bronzeplastik ist mit einer für Moore typischen abstrakten Form ausgebildet. Sie steht im westlichen Wasserbassin neben der Kongresshalle. Durch die Aufstellung im Wasser wird die Wirkung des Schwebens auf der spiegelnden Wasseroberfläche erzielt. Die runden, ausladenden seitlichen Formen der abstrakten Gestalt erscheinen wie die geöffneten Flügel eines Schmetterlings und sind für das Werk namensgebend. Die Oberfläche der Figur hat eine goldfarbene Patina und wurde glänzend poliert. Die Skulptur steht auf einem niedrigen, runden und konisch ansteigenden steinernen Sockel, der bei gefülltem Becken nicht sichtbar ist.

## Galerie
Nachfolgende Bilder zeigen die Skulptur Large Divided Oval: Butterfly aus verschiedenen Blickwinkeln:

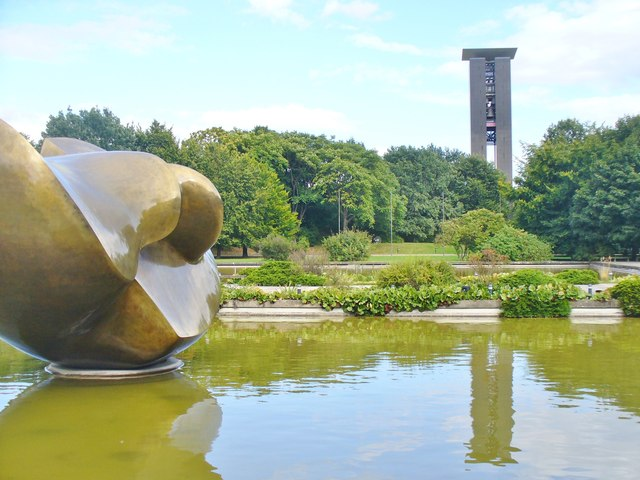
Seitenansicht bei halbgefüllten Wasserbecken mit Carillon im Hintergrund
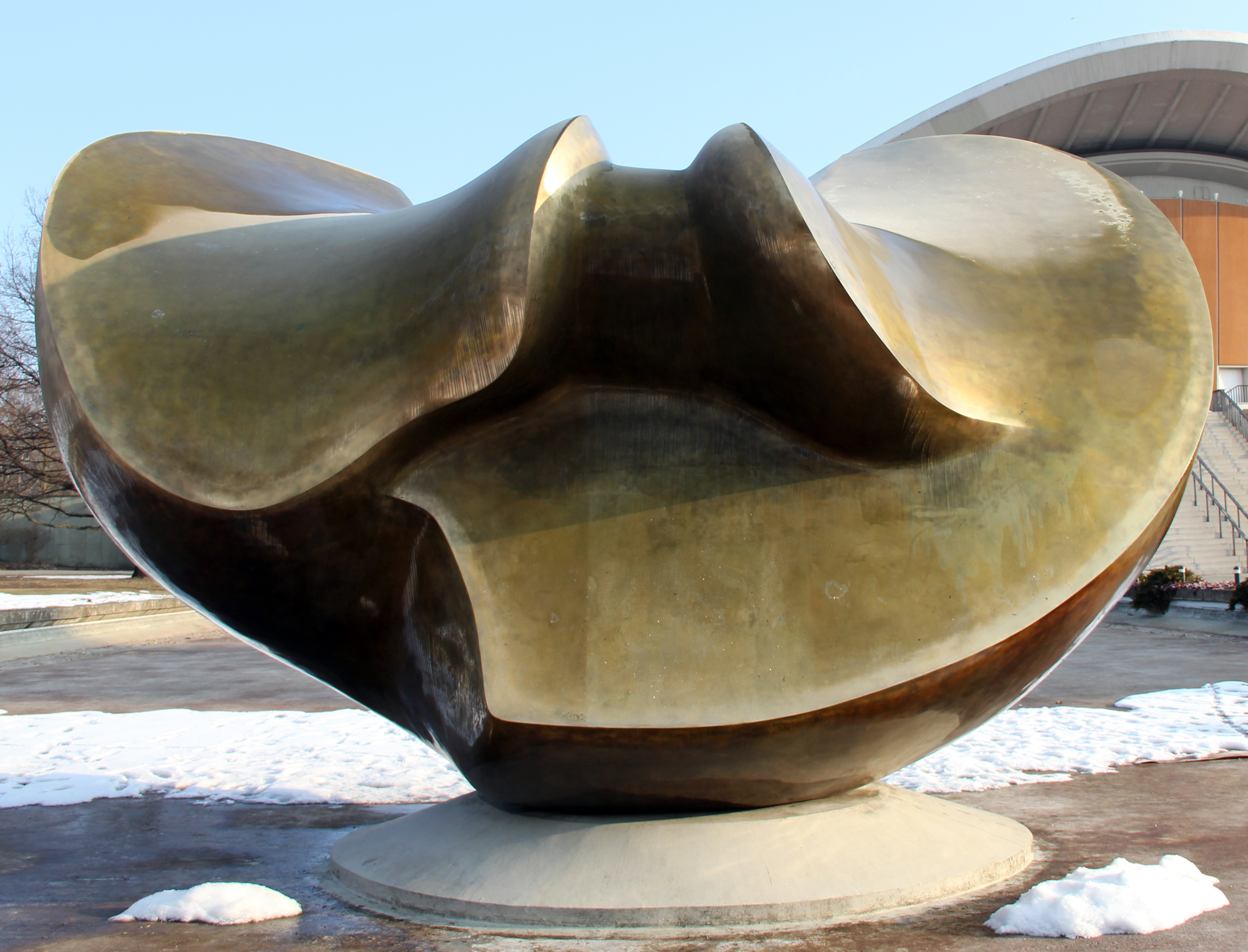
Skulptur auf Sockel bei leerem Wasserbecken
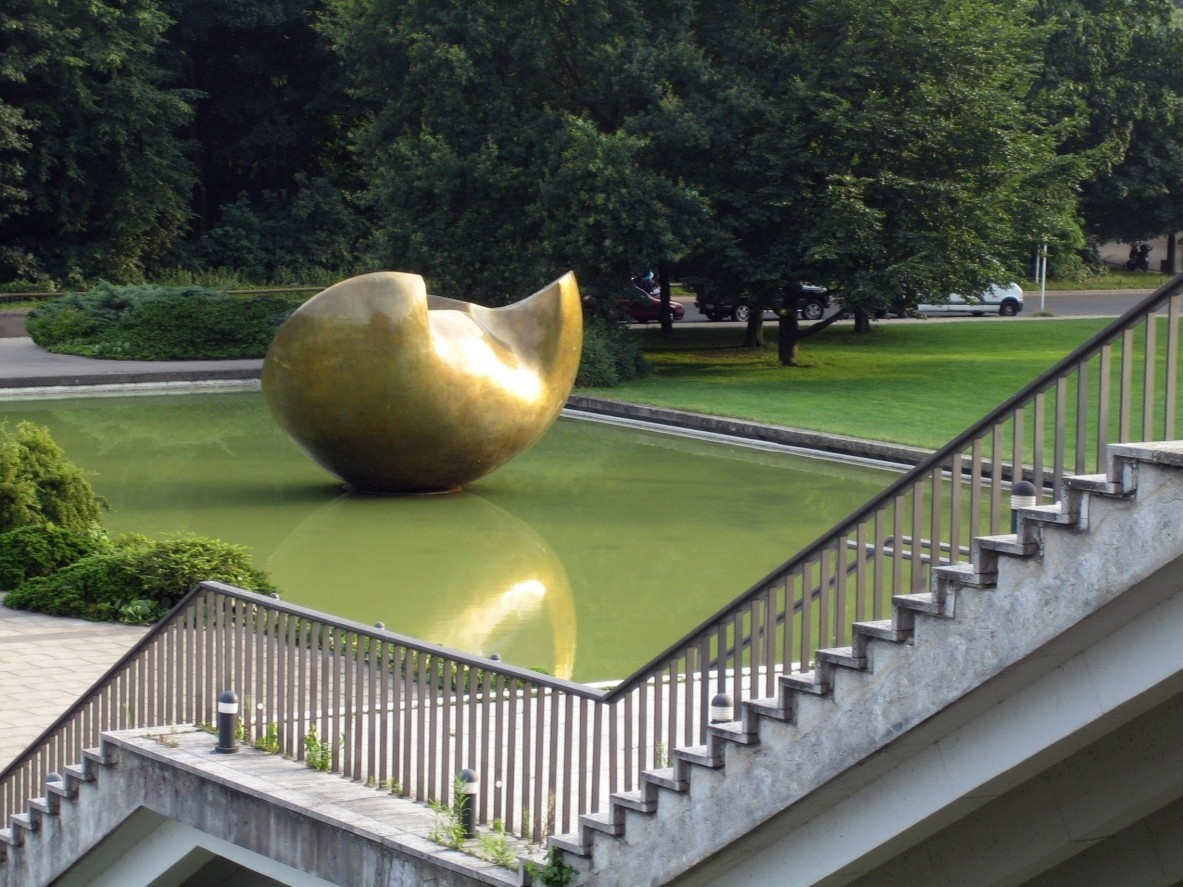
Rückansicht
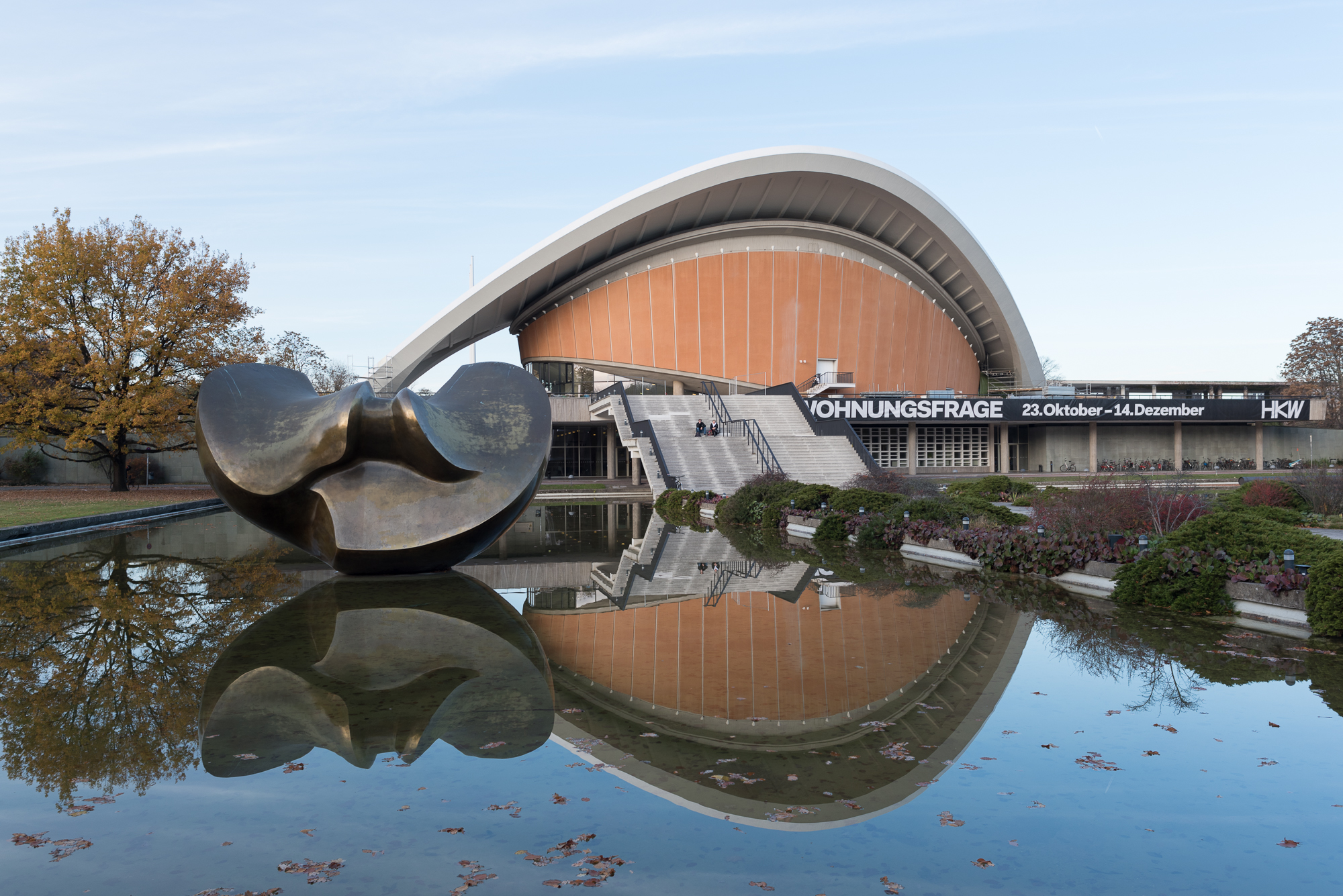
Spiegelung im Wasserbecken